# Nubhaesz (XIII. dinasztia)
Nubhaesz („Arany az ő felragyogása/megjelenése”) ókori egyiptomi királyné a XIII. dinasztia idején. V. Szobekhotep, VI. Szobekhotep vagy Ibiau fáraó felesége.
Ő az első, aki bizonyítottan már életében viselte a nagy királyi hitves címet, ami az Újbirodalom idején a fő királyné címe volt; emellett viselte még a magas rangú középbirodalmi királynékra jellemző „Aki egy a fehér koronával” címet is. Férje ugyan nem azonosítható teljes bizonyossággal, vér szerinti családja azonban több nemzedéken át nyomon követhető egyrészt egy, a Louvre-ban őrzött sztélé segítségével, másrészt egy bizonyos Reniszeneb sírjából; Reniszeneb Nubhaesz dédunokáját vette feleségül és El-Kabban (egyiptomi nevén Neheb) temetkezett.
Nubhaesznek szülei, nagyszülei, három lánya, unokái, dédunokái és egy ükunokája is ismert. Magas pozíciót betöltő tisztségviselők családjából származott: apja a vezír írnoka, Deduszobek, más néven Bebi, anyja Duanofret. Deduszobek szülei Szobekhotep háznagy és Hapiu; egy fivérét, Nebanh háznagyot I. Noferhotep fáraó családtagjai közt említik. Nubhaesz fivére egy Szobekemszaf nevű hivatalnok. Három lánya, Duanofret, Bebiresz és Honszuhufszi neve szintén a sztéléről ismert. Közülük Honszuhufszi, aki viselte „a király leánya” címet, Neheb kormányzójához, Ajához ment feleségül. Honszuhufszi és Aja fia Noferhotep, akinek Hatsepszuttól (I. Noferhotep feleségének, Szenebszennek az unokája) született, ismeretlen nevű leánya Reniszenebhez ment hozzá, akinek sírjában fennmaradt ősei neve. Talán Honszuhufszi és Aja fia az a szintén Aja nevű hivatalnok, aki az idősebb Aját követte a kormányzói poszton. Ifjabb Aja felesége Reditenesz, aki talán Mernoferré Ay fáraó leánya. Ifjabb Ajának és Reditenesznek két fia ismert, Aja és Ajameru, mindketten szintén nehebi kormányzók lettek, utóbbi pedig vezír is. Ajameru fia, Kebszi volt a családból az utolsó, aki kormányzó volt; ő I. Nebirierau fáraó idejében eladta a kormányzóságot egy bizonyos Szobeknahtnak. Az erről tanúskodó sztélén maradt fenn ősei neve is.
Nubhaesz címei: Örökös hercegnő (ỉrỉỉ.t-pˁt), Nagy kegyelmű (wr.t-ỉm3.t), Nagy királyi hitves (ḥmt-nỉswt wr.t), Egy a fehér koronával (ẖnm.t-nfr-ḥḏ.t); Az asszonyok úrnője (ḥnw.t ḥm.wt).